# Arno von Lenski
Arno von Lenski (20. července 1893, Cimochy – 4. října 1986, Strausberg) byl německý generál, sloužící v říšskoněmecké armádě, armádě Výmarské republiky, nacistické Německé branné moci a východoněmecké Národní lidové armádě. Bojoval v první a druhé světové válce. Po porážce německých sil v bitvě u Stalingradu se dostal do sovětského zajetí, ve kterém vstoupil do Národního výboru Svobodné Německo.

## Život

### Rodina
Pocházel ze starého šlechtického rodu. Jeho otec Richard von Lenski vlastnil 2600 jiter v Cimochách. Jeho matka Bertha von Lenski byla učitelka. V roce 1930 se poprvé oženil a jeho první manželka zemřela o dva roky později na leukémii. V roce 1935 se podruhé oženil s Ericou Nette a s ní měl dva syny a dceru.

### Vojenská kariéra
V roce 1903 nastoupil do Kadetky v Köslinu a v roce 1908 byl převelen do Hauptkadettenanstalt v Groß-Lichterfelde u Berlína. Po absolvování Kriegsschule (válečná škola) v Hersfeldu byl povýšen do hodnosti Leutnant.
Zúčastnil se první světové války od roku 1915 jako adjutant nebo ordonanční důstojník ve štábu generálního velení z.b.V. 55.
Po skončení války byl převzat do Reichswehru a zde sloužil u 6. (Preußisches) Reiter-Regiment v městech Demmin a Pasewalk. Následně s přestávkami sloužil 9 let v Kavallerieschule v Hannoveru a od roku 1925 zde i vyučoval. V roce 1929 převzal v hodnosti rytmistra 5. švadronu 14. Reiter-Regimentu v Ludwigslustu. V roce 1935 se stal velitelem 6. Reiter-Regimentu ve Schwendetu nad Odrou, který byl v roce 1937 převelen do Darmstadtu. 1. května 1936 byl povýšen do hodnosti Oberstleutnant (podplukovník) a 1. srpna 1938 do hodnosti Oberst (plukovník).

### Druhá světová válka
Na počátku války 1939 sloužil jako velitel u průzkumné jednotky na západní frontě.

## Vyznamenání
- |  Železný kříž, II. a I. třídy
- Bavorský vojenský záslužný řád , IV. třída s meči
- Řád Albrechtův , rytířský kříž II. třídy s meči
- Vojenský záslužný kříž, III. třída s válečnou dekorací
- Kříž cti
- Odznak za zranění 1914, v černé barvě
- |  |  |  Služební vyznamenání Wehrmachtu, IV. až I. třída
- |  Železný kříž, spona 1939 k Železnému kříži 1914, II. a I. třídy
- |  Železný kříž, I. a II. třídy
- Německý kříž , ve zlatě (21. 01.1943)
- Čestný dýka, udělena ministrem obrany NDR
- Řád Za zásluhy o vlast [1], III. stupeň - bronzový (1954) NDR
- Řád Za zásluhy o vlast, II. stupeň - stříbrný (1965) NDR
- Řád Za zásluhy o vlast, I. stupeň - zlatý (1973 a 1983) NDR
- Medaile bojovníků proti fašismu z let 1933 až 1945, (1958) NDR
- Verdienstmedaille der DDR
- Kampforden „Für Verdienste um Volk und Vaterland“, I. třída - zlatá (1968) NDR
- Řád Za zásluhy o vlast, čestná spona ve zlatě (1978) NDR

Údaje použity z: německá Wikipedie-Arno von Lenski/Auszeichnungen a nizozemské Wikipedie-Arno von Lenski/Decoraties